# Nowa Dęba
Nowa Dęba (do 1961 Dęba) – miasto w województwie podkarpackim, w powiecie tarnobrzeskim, siedziba władz miejsko-wiejskiej gminy Nowa Dęba.
W latach 1975–1998 miasto administracyjnie należało do województwa tarnobrzeskiego.

## Geografia
Miasto położone jest wśród lasów Puszczy Sandomierskiej przy drodze krajowej DK9, będącej częścią drogi europejskiej E371. Przez południowe krańce miasta przebiega odcinek drogi wojewódzkiej nr 872. Nowa Dęba położona jest przy linii kolejowej nr 71.

## Historia
Początki miejscowości sięgają XVII wieku, kiedy istniała wieś o nazwie Dęba. Leżała ona w Małopolsce, w ziemi sandomierskiej. W jej okolicy płynęła rzeczka Dęba, a w 1414 wzmiankowany był las koło pobliskiego Machowa, również zwany Dębą.
Powstanie Nowej Dęby wiąże się z założeniem na obszarze Puszczy Sandomierskiej Centralnego Okręgu Przemysłowego. W niewielkiej wsi Dęba postanowiono wybudować wytwórnię amunicji nr 3. Jej organizatorem i pierwszym dyrektorem był płk Jan Szypowski, wcześniejszy wicedyrektor Wytwórni Amunicji nr 2 w Skarżysku-Kamiennej. Wpływ na wybór lokalizacji miała obecność poligonu wojskowego, na którym można było przeprowadzać próby z amunicją, oraz bliskość zakładów przemysłu metalowego i chemicznego. Pieniądze na budowę fabryki pochodziły z francuskiej pożyczki zbrojeniowej. W 1938 roku rozpoczęto budowę osiedla mieszkaniowego dla przybywających z różnych stron Polski fachowców, głównie kadry technicznej. Oprócz infrastruktury technicznej powstało osiedle mieszkaniowe, szkoła, szpital, stołówka oraz basen kąpielowy o wymiarze 50 m.
Po wybuchu II wojny światowej Dębę zajęli Niemcy, którzy przystosowali fabrykę do swoich celów wojennych. Na dębskim poligonie, przekształconym w poligon Wehrmachtu „Południe” (Truppenübungsplatz „Süd“) o statusie wydzielonej jednostki administracyjnej, generał Friedrich Paulus przeprowadzał wiosną 1941 symulacje taktyczne w ramach bezpośrednich przygotowań do agresji na Związek Radziecki. Zgodnie z przekazem mieszkańców Paulus zajmował wówczas białą willę dyrektorską Szypowskiego, znaną później jako Paulusówka. Informację tę dementował po latach miejscowy historyk Władysław Bajda, który podczas wojny pracował w tzw. wzorcowym folwarku, a kwerenda przeprowadzona w Bundesarchiv-Militärarchiv we Fryburgu Bryzgowijskim w 2008 roku miała wykazać, że Paulus nigdy nie odwiedził Dęby. Bajda wskazał natomiast, że w willi kwaterował skierowany do Dęby w marcu 1943 generał Friedrich Rexilius, od 1 kwietnia 1943 komendant poligonu „Południe”.
Od października 1940 do kwietnia 1942 roku na terenie poligonu Wehrmachtu w Dębie funkcjonował pierwszy centralny obóz karny Baudienstu, przeniesiony następnie do kamieniołomu Libana w Krakowie (obóz Liban).
29 lipca 1944 roku Dęba została zajęta przez oddziały Armii Czerwonej. Ku czci poległych w walkach na pl. Zwycięstwa ustawiono po wojnie pomnik w formie czołgu.
Po wojnie fabryka amunicji została odbudowana i przekształcona w przedsiębiorstwo państwowe o nazwie Zakłady Metalowe „Dezamet”. Wtedy właśnie nastąpił największy rozwój tego zakładu oraz miejscowości. Zakłady Metalowe obok wyrobów zbrojeniowych produkowały żelazka, gofrownice, silniki motocyklowe, motorowerowe i łodziowe. W 1957 roku powstał drugi ważny zakład – Spółdzielnia Inwalidów „Zjednoczenie”, która na stałe związała się z miastem, pełniąc również ważną rolę społeczną, jaką jest integracja osób niepełnosprawnych z resztą mieszkańców miasta. Nadanie praw miejskich Dębie miało miejsce 31 grudnia 1961 roku. Wtedy też zmieniono nazwę na Nowa Dęba. Obecnie jedna z ulic Nowej Dęby oraz Ośrodek Szkolenia Poligonowego Wojsk Lądowych noszą imię płk. Jana Szypowskiego („Leśnika”).

## Demografia
Liczba mieszkańców miasta: 11 443, całej gminy Nowa Dęba: 18 301.

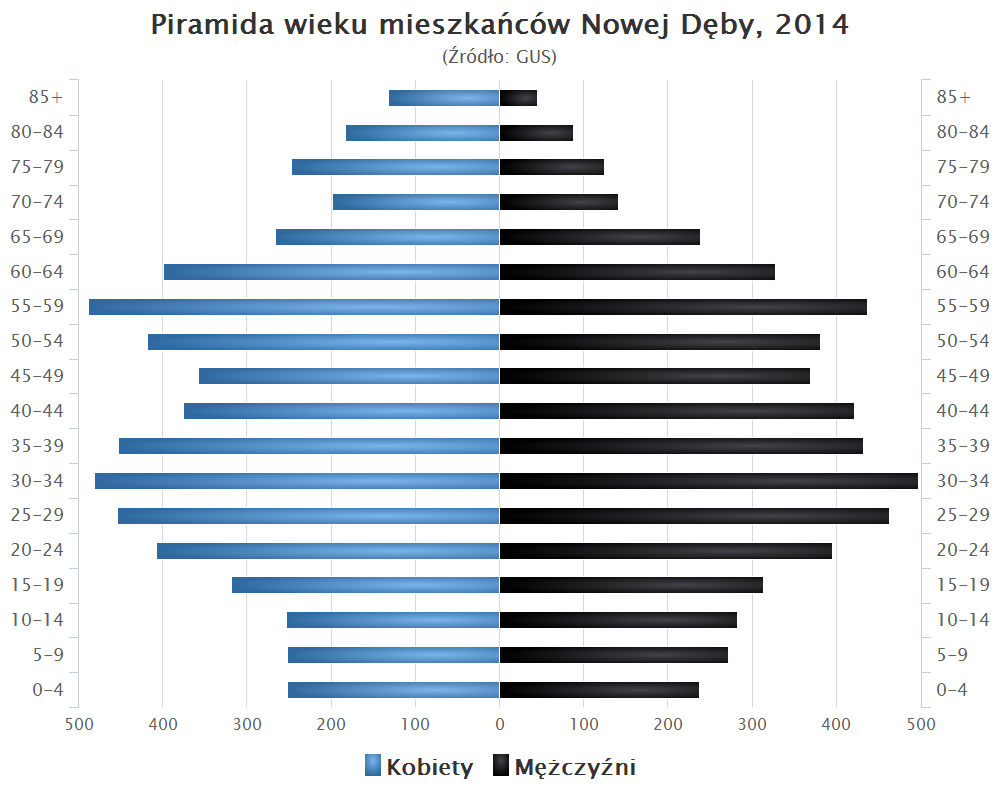
Piramida wieku mieszkańców Nowej Dęby w 2014 roku

## Gospodarka
W mieście znajdują się tereny należące do Tarnobrzeskiej Specjalnej Strefy Ekonomicznej „Euro-Park Wisłosan”, w której znajdują się m.in. Zakłady Metalowe „Dezamet” wchodzące w skład Grupy Kapitałowej Bumar. W pobliżu miejscowości znajduje się duży poligon wojskowy należący do jednostki wojskowej nr 2090 (m.in. wynajmowany na ćwiczenia wojsk NATO).
Siedziba Nadleśnictwa Nowa Dęba.

## Galeria

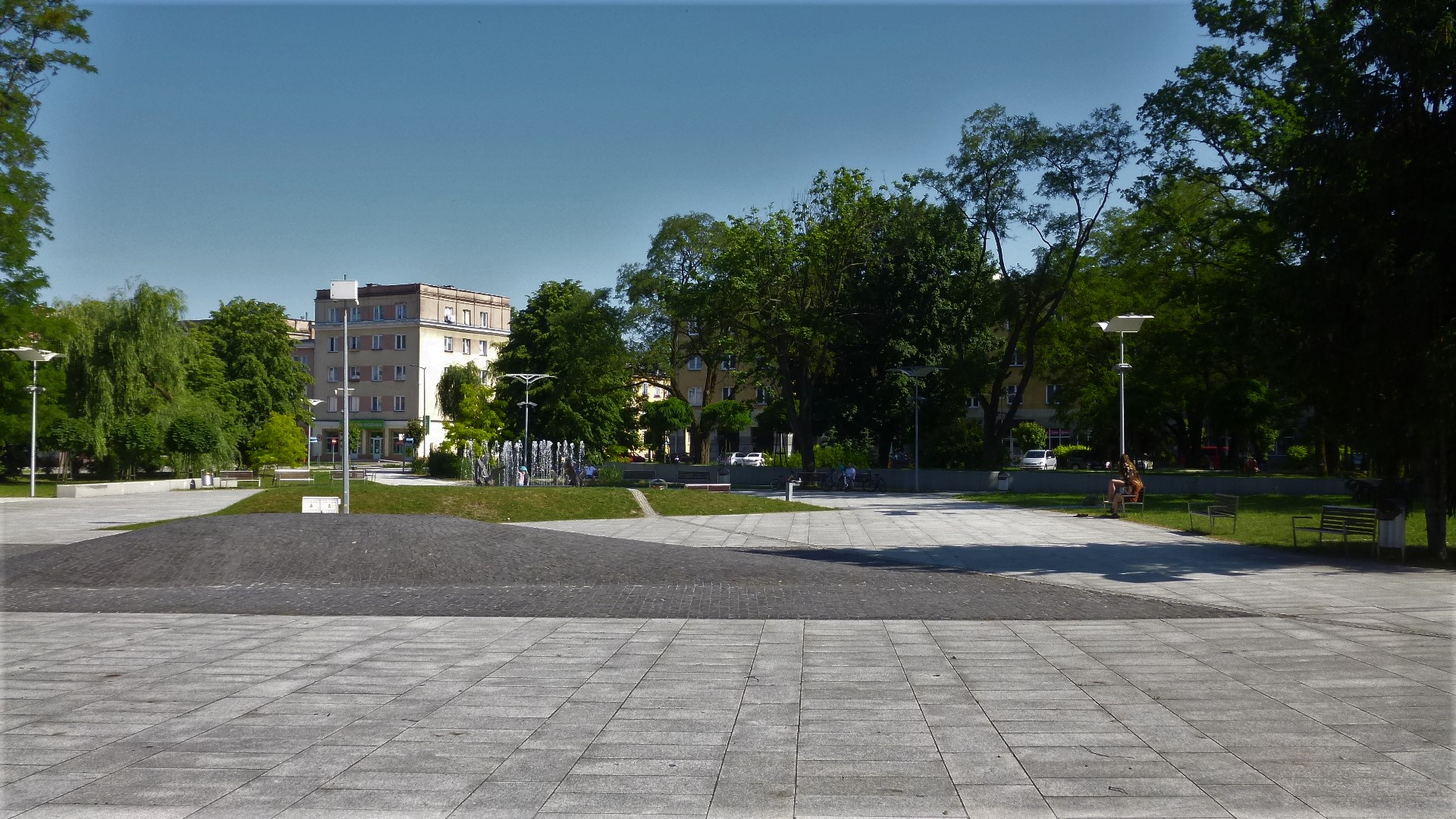
Plac mjra Jana Gryczmana (2018)
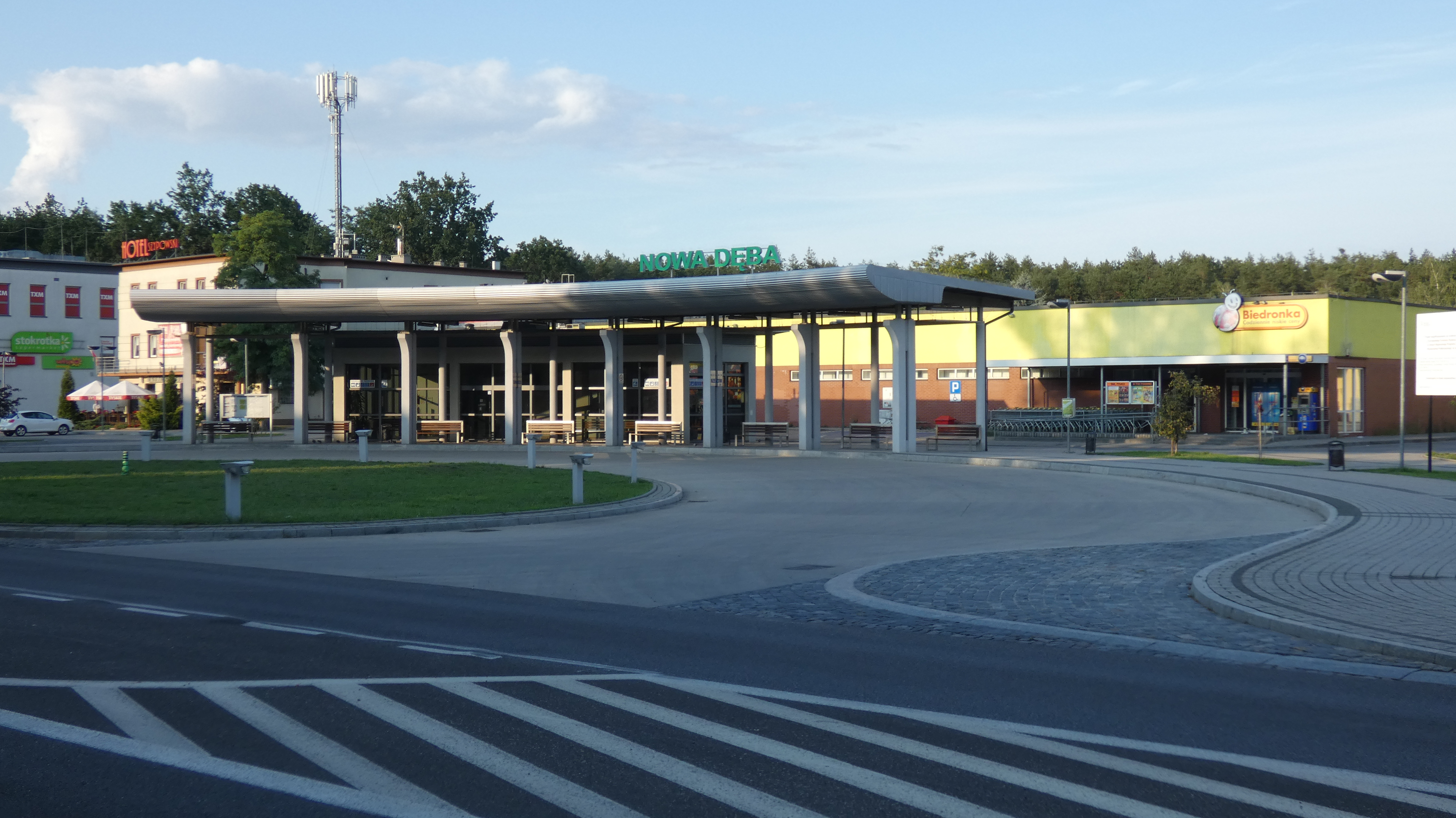
Przystanek dworcowy (2019)
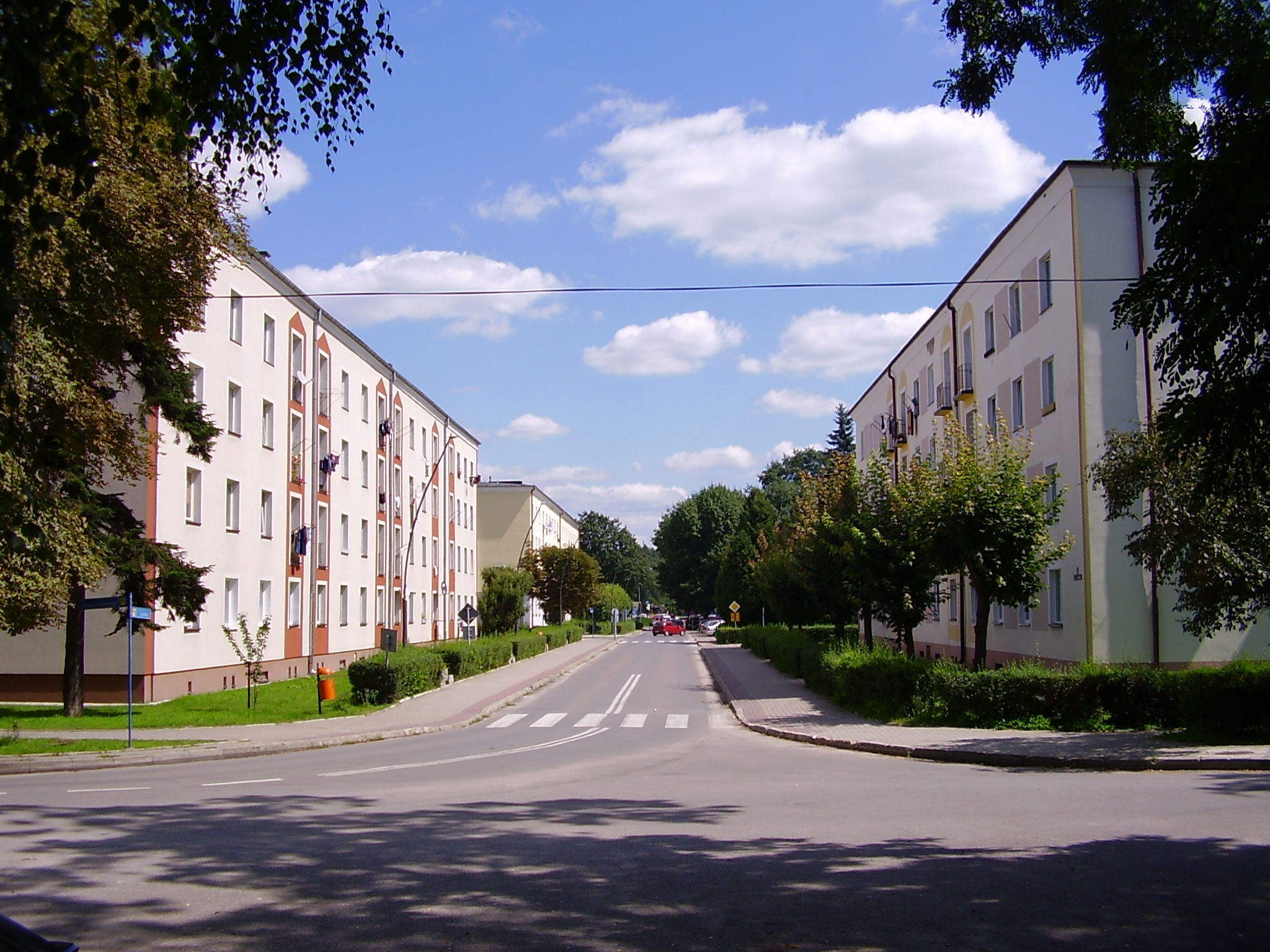
ul. 1 Maja (2011)
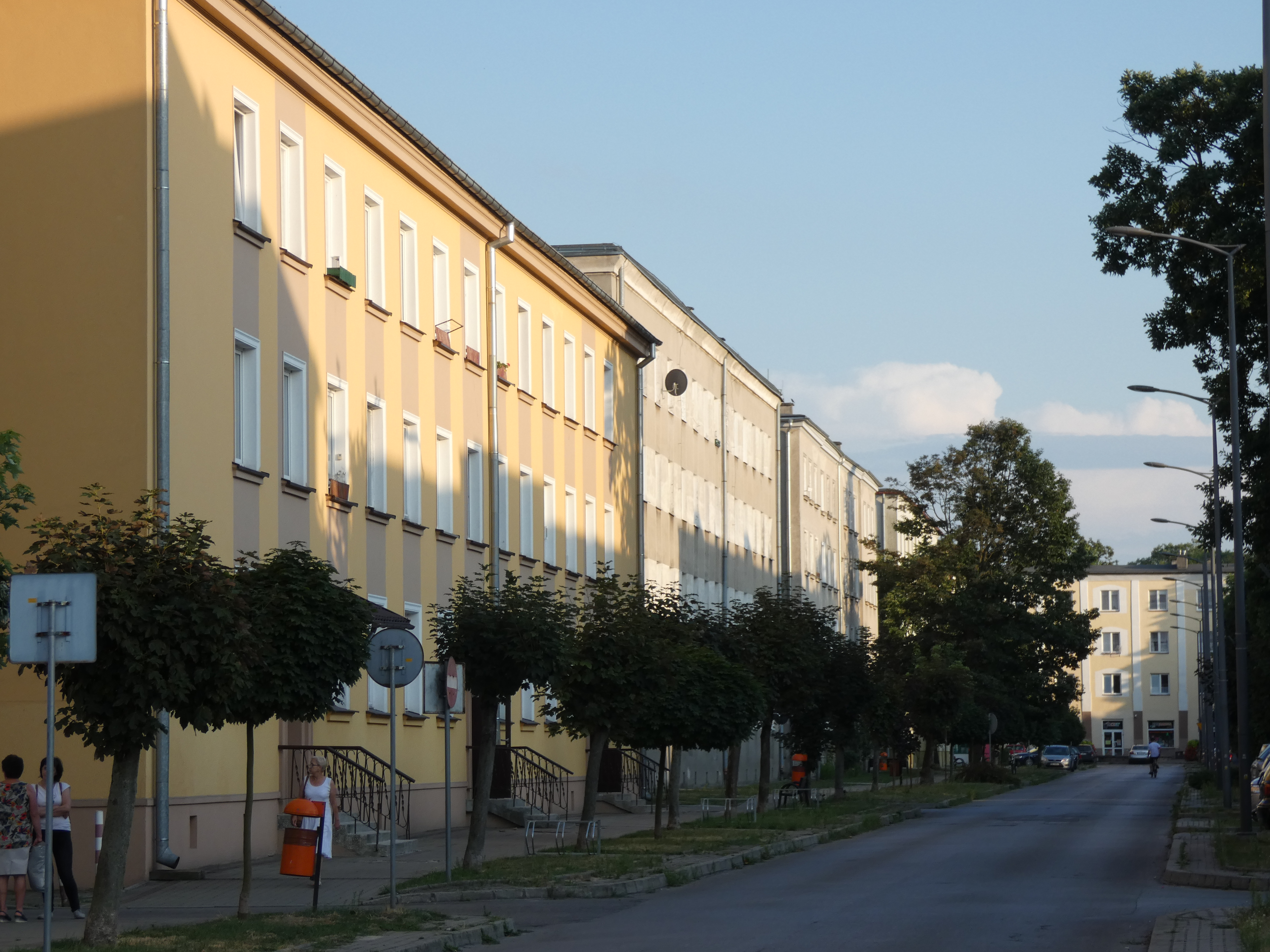
ul. Jana Pawła II (2019)
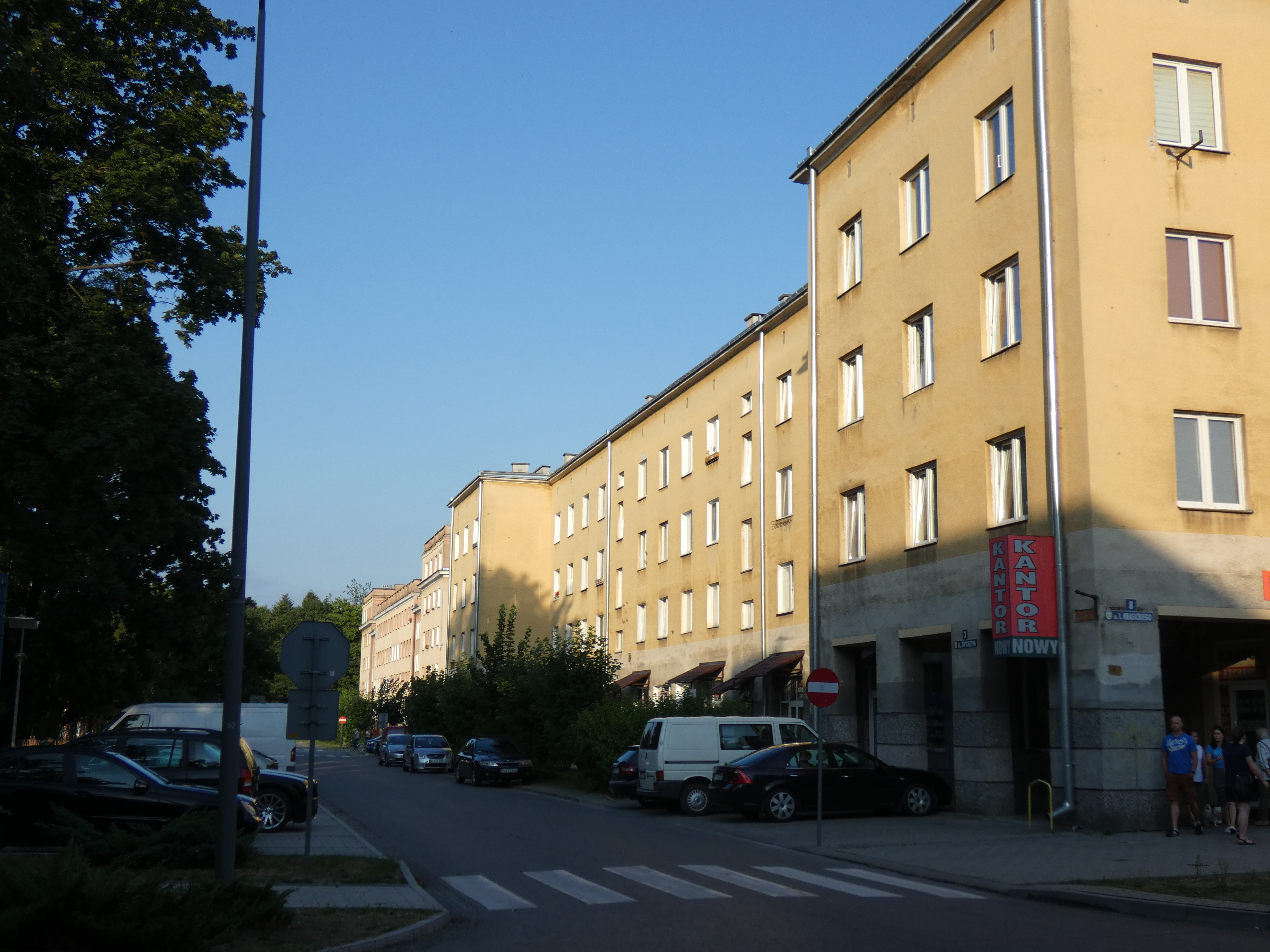
Aleja Zwycięstwa (2019)
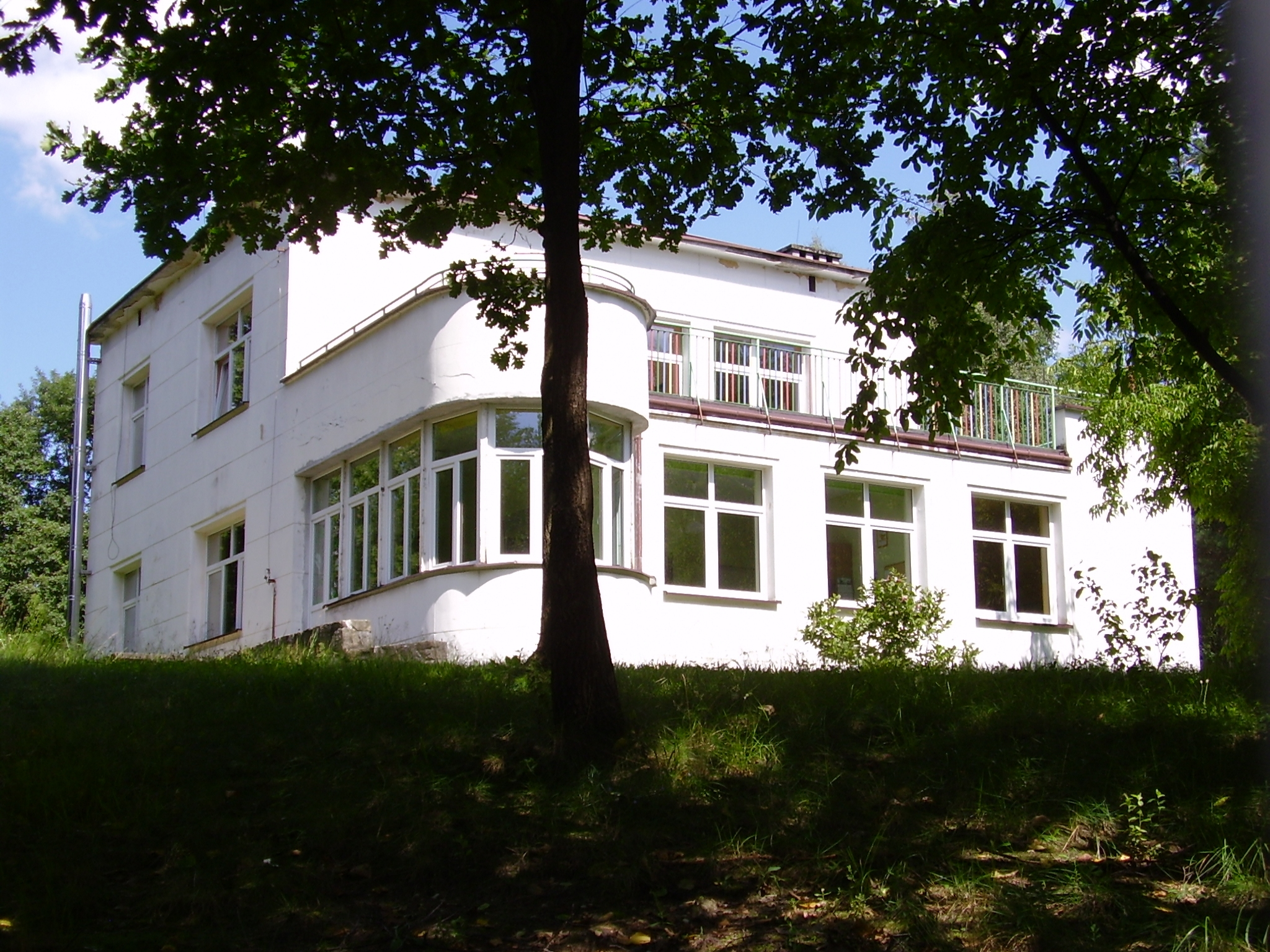
Świetlica szkolna, „Paulusówka”

## Wspólnoty wyznaniowe
Kościół rzymskokatolicki:
- parafia Matki Bożej Królowej Polski
- parafia Podwyższenia Krzyża Świętego
- parafia wojskowa Dobrego Pasterza

Świadkowie Jehowy:
- zbór Nowa Dęba (Sala Królestwa ul. Wincentego Witosa 11)[17]

## Miasta partnerskie
- Ploemeur[18][19]
- Suhowola[20] do 2011[21]
- Komarno[21][22]

W latach 2003–2020 miastem partnerskim było również Fermoy w Irlandii. Współpraca ta została zerwana 12 października 2020 przez stronę irlandzką, w związku z uchwałą Rady Miejskiej Nowej Dęby, ogłaszającej ją „strefą wolną od LGBT”.